# Victor Osimhen
Victor James Osimhen (ur. 29 grudnia 1998 w Lagos) – nigeryjski piłkarz, występujący na pozycji napastnika w tureckim klubie Galatasaray SK do którego jest wypożyczony z SSC Napoli oraz w reprezentacji Nigerii. Srebrny medalista Pucharu Narodów Afryki 2023.

## Kariera klubowa

### Początki
Jest wychowankiem Ultimate Strikers Academy. 1 stycznia 2017 został piłkarzem niemieckiego VfL Wolfsburg. W Bundeslidze zadebiutował 13 maja 2017 w zremisowanym 1:1 meczu z Borussią Mönchengladbach. Grał w nim od 59. minuty po zastąpieniu Paula-Georges'a Ntepa. 22 sierpnia 2018 został wypożyczony do belgijskiego Royalu Charleroi. Po zakończeniu wypożyczenia został wykupiony przez ten klub. 

### Lille OSC
1 sierpnia 2019 za 12 milionów euro przeszedł do Lille OSC, z którym podpisał pięcioletni kontrakt. We francuskim klubie zadebiutował 11 sierpnia w meczu Ligue 1 z Nantes, w którym strzelił dwie premierowe bramki dla drużyny. 17 września zadebiutował w rozgrywkach Ligi Mistrzów UEFA, rozgrywając spotkanie z Ajaxem (0:3). Pierwsze trafienie w europejskich pucharach zanotował 2 października w przegranym 2:1 meczu z Chelsea.

### SSC Napoli
31 lipca 2020 włoski klub SSC Napoli poinformował o podpisaniu kontraktu do 2025 z napastnikiem. W klubie zadebiutował 20 września w wygranym 2:0 meczu Serie A z Parmą. 17 października w meczu z Atalantą (4:1) strzelił pierwszą bramkę dla Napoli. 29 października 2022 w wygranym 4:0 meczu z Sassuolo skompletował pierwszego hat-tricka w Serie A. 13 stycznia 2023 zdobył dwa gole i zanotował asystę w wygranym 5:1 meczu z Juventusem. 15 marca w meczu 1/8 finału Ligi Mistrzów UEFA przeciwko Eintracht Frankfurt zanotował dublet, a jego drużyna po raz pierwszy w historii awansowała do ćwierćfinału rozgrywek. 4 maja strzelił bramkę w zremisowanym 1:1 meczu 33. kolejki Serie A przeciwko Udinese Calcio, zapewniając tym samym Napoli, pierwsze od sezonu 1989/1990, mistrzostwo Włoch. Z 26 golami na koncie w 32 meczach został królem strzelców Serie A w sezonie 2022/2023.

## Kariera reprezentacyjna
W 2015 został królem strzelców mistrzostw świata do lat 17, na których Nigeria zdobyła mistrzostwo. W seniorskiej reprezentacji Nigerii zadebiutował 10 czerwca 2017 w meczu przeciwko Lesotho. Pierwszą bramkę dla drużyny narodowej strzelił 11 września 2019 w meczu towarzyskim z Ukrainą (2:2). 13 czerwca 2022 strzelił pierwszego hat-tricka dla Nigerii, zdobywając łącznie cztery gole podczas meczu eliminacji do Pucharu Narodów Afryki z reprezentacją Wysp Świętego Tomasza i Książęcej. 

## Statystyki

### Klubowe
(aktualne na 23 grudnia 2023)
| Klub                   | Sezon              | Liga               | Liga  | Liga   | Puchar kraju | Puchar kraju | Puchar ligi | Puchar ligi | Europa | Europa | Inne  | Inne   | Suma  | Suma   |
| Klub                   | Sezon              | Liga               | Mecze | Bramki | Mecze        | Bramki       | Mecze       | Bramki      | Mecze  | Bramki | Mecze | Bramki | Mecze | Bramki |
| ---------------------- | ------------------ | ------------------ | ----- | ------ | ------------ | ------------ | ----------- | ----------- | ------ | ------ | ----- | ------ | ----- | ------ |
| VfL Wolfsburg          | 2016/2017          | Bundesliga         | 2     | 0      | 0            | 0            | –           | –           | –      | –      | 1     | 0      | 3     | 0      |
| VfL Wolfsburg          | 2017/2018          | Bundesliga         | 12    | 0      | 1            | 0            | –           | –           | –      | –      | –     | –      | 13    | 0      |
| VfL Wolfsburg          | Ogólnie            | Ogólnie            | 14    | 0      | 1            | 0            | 0           | 0           | 0      | 0      | 1     | 0      | 16    | 0      |
| Royal Charleroi (wyp.) | 2018/2019          | Eerste klasse A    | 25    | 12     | 2            | 1            | –           | –           | –      | –      | 9     | 7      | 36    | 20     |
| Royal Charleroi (wyp.) | Ogólnie            | Ogólnie            | 25    | 12     | 2            | 1            | 0           | 0           | 0      | 0      | 9     | 7      | 36    | 20     |
| Lille OSC              | 2019/2020          | Ligue 1            | 27    | 13     | 3            | 1            | 3           | 2           | 5      | 2      | –     | –      | 38    | 18     |
| Lille OSC              | Ogólnie            | Ogólnie            | 27    | 13     | 3            | 1            | 3           | 2           | 5      | 2      | 0     | 0      | 38    | 18     |
| SSC Napoli             | 2020/2021          | Serie A            | 24    | 10     | 3            | 0            | –           | –           | 3      | 0      | 0     | 0      | 30    | 10     |
| SSC Napoli             | 2021/2022          | Serie A            | 27    | 14     | 0            | 0            | –           | –           | 5      | 4      | –     | –      | 32    | 18     |
| SSC Napoli             | 2022/2023          | Serie A            | 32    | 26     | 1            | 0            | –           | –           | 6      | 5      | –     | –      | 39    | 31     |
| SSC Napoli             | 2023/2024          | Serie A            | 13    | 7      | 1            | 0            | –           | –           | 4      | 1      | –     | –      | 18    | 8      |
| SSC Napoli             | Ogólnie            | Ogólnie            | 96    | 57     | 5            | 0            | 0           | 0           | 18     | 10     | 0     | 0      | 119   | 67     |
| Ogólnie w karierze     | Ogólnie w karierze | Ogólnie w karierze | 162   | 82     | 11           | 2            | 3           | 2           | 23     | 12     | 10    | 7      | 209   | 105    |

### Reprezentacyjne
(aktualne na 2 lutego 2024)
| Reprezentacja | Rok     | Mecze | Bramki |
| ------------- | ------- | ----- | ------ |
| Nigeria       | 2017    | 1     | 0      |
| Nigeria       | 2018    | 1     | 0      |
| Nigeria       | 2019    | 7     | 4      |
| Nigeria       | 2020    | 1     | 1      |
| Nigeria       | 2021    | 8     | 5      |
| Nigeria       | 2022    | 4     | 5      |
| Nigeria       | 2023    | 5     | 5      |
| Nigeria       | 2024    | 5     | 1      |
| Ogólnie       | Ogólnie | 33    | 21     |

## Sukcesy

### SSC Napoli
- Mistrzostwo Włoch: 2022/2023

### Reprezentacyjne
- Mistrzostwo Świata U-17: 2015

### Indywidualne
- Król strzelców Serie A: 2022/2023 (26 goli)
- Król strzelców Mistrzostw Świata U-17: 2015 (10 goli)
- Król strzelców Mistrzostw Afryki U-17: 2015 (4 gole)

### Wyróżnienia
- Srebrna Piłka Mistrzostw Świata U-17: 2015
- Najlepszy młody piłkarz sezonu Serie A: 2021/2022[20]
- Najlepszy napastnik Serie A: 2022/2023[21]
- Piłkarz sezonu w Lille OSC: 2019/2020[22]
- Piłkarz miesiąca w Ligue 1: Wrzesień 2019[23]
- Piłkarz miesiąca w Serie A: Marzec 2022[24], Styczeń 2023[25]
- Młody piłkarz roku CAF: 2015